# Aplocheilichthys lacustris
Aplocheilichthys lacustris е вид лъчеперка от семейство Poeciliidae. Видът е световно застрашен, със статут Уязвим.

## Разпространение
Разпространен е в Танзания.

## Описание
На дължина достигат до 4 cm.